# Albert Armitage
Albert Borlase Armitage (ur. 2 lipca 1864 w Balquhidder, 31 października 1943 w Surrey) – brytyjski polarnik, odkrywca, oficer Royal Navy, uczestnik wyprawy Jacksona–Harmswortha do Ziemi Franciszka Józefa (1894–1897) i Ekspedycji Discovery pod dowództwem Roberta F. Scotta (1901–1904).  

## Życiorys
Albert Borlase Armitage urodził się 2 lipca 1864 roku w Balquhidder w Perthshire w środkowej Szkocji, jako jedno z ośmiorga dzieci lekarza Samuela Harrisa Tathama Armitage’a i Alice (Lees) Armitage. 
W 1878 roku wstąpił do Royal Navy i rozpoczął szkolenie wojskowe na statku szkoleniowym HMS Worcester. Następnie zamierzał opuścić marynarkę i rozpocząć pracę w przedsiębiorstwie transportowym P&O (The Peninsular and Oriental Steam Navigation Company), do czego nie dopuścił jego ojciec. Armitage został zatrudniony jako praktykant na statku „Punjaub” Brytyjskiej Kompanii Wschodnioindyjskiej i popłynął do Kolkaty, gdzie przeniósł się na inny statek Kompanii – „Lucknow”.
Po przepracowaniu siedmiu lat w Kompanii, w 1886 roku Armitage przeniósł się do P&O, rozpoczynając pracę na pokładzie statku pasażerskiego „SS Bokhara”.

### Wyprawa Jacksona–Harmswortha (1894–1897)
Po przepracowaniu ośmiu lat w P&O dyrekcja firmy powierzyła mu funkcję obserwatora podczas wyprawy Jacksona–Harmswortha do Ziemi Franciszka Józefa. Początkowo miał zajmować się dokumentacją astronomiczną, meteorologiczną i magnetyczną, lecz na krótko przed wypłynięciem główny sponsor wyprawy Alfred Harmsworth (1865–1922) mianował go drugim dowódcą. Głównym dowódcą wyprawy był Frederick George Jackson (1860–1938), który jako jedyny spośród ośmiu uczestników ekspedycji miał doświadczenie polarne. Funkcja drugiego dowódcy wiązała się z dużą odpowiedzialnością, ponieważ Jackson nie okazał się dobrym przywódcą i Armitage musiał przejąć wiele jego obowiązków. Armitage towarzyszył Jacksonowi we wszystkich wyprawach saniami. Wyprawa spędziła w Arktyce trzy lata .
17 czerwca 1896 roku Armitage dostrzegł postać idącą po lodzie – był to norweski badacz polarny Fridtjof Nansen (1861–1930), który razem z Hjalmarem Johansenem (1867–1913) dotarł do Ziemi Franciszka Józefa dziesięć miesięcy wcześniej podczas próby zdobycia bieguna północnego. Spotkanie z Armitagem pozwoliło na uratowanie Nansena i jego ludzi .  
Po powrocie do Wielkiej Brytanii, w maju 1899 roku Armitage otrzymał Murchison Grant Królewskiego Towarzystwa Geograficznego. Prezydent Towarzystwa Clements Markham (1830–1916) konsultował z nim plany brytyjskiej ekspedycji antarktycznej – na podstawie doświadczeń zdobytych w Arktyce Armitage opracował plany wypraw saniami na Antarktydzie.  

### Ekspedycja Discovery (1901–1904)
Dzięki zdobytemu doświadczeniu w Arktyce Armitage został mianowany drugim dowódcą brytyjskiej ekspedycji w rejon Antarktydy, którą dowodził Robert Falcon Scott (1868–1912). Armitage został również nawigatorem statku ekspedycji RRS Discovery . Oprócz Armitage’a doświadczenie polarne mieli jeszcze dwaj inni uczestnicy wyprawy – lekarz Reginald Koettlitz (1860–1916) i fizyk Louis Bernacchi (1876–1942). 
Po dotarciu do Discovery Inlet przy Lodowcu Szelfowym Rossa Scott powierzył Armitage’owi organizację obserwatorium magnetyzmu. Armitage pełnił również ważną rolę przy planowaniu wypraw saniami. W listopadzie 1902 roku Armitage poprowadził wyprawę saniami poprzez Ziemię Wiktorii celem zdobycia bieguna magnetycznego. Podczas wcześniejszego rekonesansu wraz z geologiem Hartley’em Ferrarem (1879–1932) odkrył Lodowiec Ferrara, którym ostatecznie podążyła wyprawa w kierunku bieguna magnetycznego, wcześniej jednak marnując kilka dni na wyczerpującą wspinaczkę w górach. Armitage musiał zawrócić, by sprowadzić jednego z uczestników, który miał atak serca. Wyprawa osiągnęła wysokość 2750 m n.p.m., przecierając szlak do Płaskowyżu Polarnego, którym podążył w kolejnym roku Scott, docierając na płaskowyż.
Po powrocie Scott zaproponował Armitage’owi powrót do Wielkiej Brytanii na statku „Morning”, który przypłynął z zaopatrzeniem. Armitage odmówił i do końca ekspedycji pozostawał odsunięty od wypraw, doglądając RRS Discovery. Armitage, któremu organizatorzy wyprawy obiecali niezależność od Scotta i możliwość prowadzenia własnej eksploracji, był niezadowolony z decyzji Scotta. Na pozycję Scotta wpłynęły niepochlebne raporty z wyprawy do bieguna magnetycznego, które obarczały Armitage’a pełną odpowiedzialnością za niefortunną decyzję o wspinaczce bez uprzedniego rozpoznania terenu i zarzucały mu brak otwartości na sugestie innych uczestników wyprawy. 
Po powrocie do Wielkiej Brytanii Armitage wydał raport z wyprawy Two Years in the Antarctic . Powrócił do pracy dla P&O, gdzie dosłużył się rangi komandora marynarki handlowej . Zmarł 31 października 1943 roku .

## Publikacje
- 1905 – Two Years in the Antarctic[11]

## Odznaczenia i nagrody
- 1899 – Murchison Grant[4]
- 1909 – srebrny Medal Polarny[12][5]

## Upamiętnienie
Na cześć Armitage’a nazwano następujące obiekty geograficzne:
- Cape Armitage – przylądek na Wyspie Rossa[13]
- Armitage Saddle – siodło na Blue Glacier[14]